# USS Northampton (CA-26)
O USS Northampton foi um cruzador pesado operado pela Marinha dos Estados Unidos e a primeira embarcação da Classe Northampton, seguido pelo USS Chester, USS Louisville, USS Chicago, USS Houston e USS Augusta. Sua construção começou em abril de 1928 nos estaleiros da Bethlehem Shipbuilding e foi lançado ao mar em setembro de 1929, sendo comissionado na frota norte-americana em maio do ano seguinte. Era armado com uma bateria principal composta por nove canhões de 203 milímetros montados em três torres de artilharia triplas, tinha um deslocamento carregado de mais de onze mil toneladas e conseguia alcançar uma velocidade máxima de 32 nós.
O Northampton operou principalmente com a Frota do Pacífico durante os tempos de paz, estando no caminho de volta para o Havaí durante o Ataque a Pearl Harbor em dezembro de 1941. Pelos meses seguintes ele patrulhou o Oceano Pacífico, escoltando as forças do Ataque Doolittle em abril de 1942 e lutando na Batalha de Midway em junho. O cruzador depois disso juntou-se às operações na Campanha de Guadalcanal, participando da Batalha das Ilhas Santa Cruz em outubro e resgatando sobreviventes do porta-aviões USS Hornet. O Northampton também esteve presente na Batalha de Tassafaronga no início de dezembro, quando foi torpedeado duas vezes e afundou horas depois.